# Ducado de Perugia
El ducado de Perugia fue una división territorial de la parte italiana del Imperio bizantino. Su administración civil y militar estaba dirigida por un duque (dux) nombrado y supervisado por el Prefecto Pretoriano de Italia (554–584) y por su sucesor, el Exarca de Rávena (584–751).
Su capital era Perugia (Perusia), localizado en el centro de su territorio. La provincia abarcaba una banda del territorio que conectaba el ducado de la Pentápolis a su nordeste con el ducado de Roma a su suroeste, y separaba los ducados de Tuscia (a su noroeste) y Spoleto (a su sureste), parte estos últimos del reino lombardo de Italia. 
Era pues de importancia estratégica al garantizar la comunicación entre Roma, la ciudad de los Papas, y Rávena, la capital del Exarcado. Dado que separaba al ducado de Spoleto de su teórico soberano, el rey de Pavía, también era clave para el reino lombardo y suponía constantes fricciones con los bizantinos. 
El historiador estadounidense Thomas Noble propuso que para 739–740, mientras el papa Gregorio III negociaba con Carlos Martel, duque de los Francos, los términos de su asistencia contra los lombardos, el papa ya preveía una república independiente de sus "personas extrañas" (peculiarem populum) o habitantes de los ducados de Perugia y Roma, tan remotas de Rávena o Constantinopla que dependían del papa para su defensa y relaciones exteriores. Ildebrando, el heredero al trono lombardo, y Peredeo, duque de Vincenza, se unieron para tomar Rávena en 737–740. Según el historiador lombardo Pablo el Diácono esto ocurrió antes de que "los romanos, henchidos con su orgullo acostumbrado, se reunieran desde cada bando bajo la jefatura de Agatho, duque de los perugios, y tomaran Bononia (Bolonia), donde Walcario, Peredeo, y Rotcario tenían su campamento, pero el último sorprendió a los romanos, hizo un grande masacre de ellos y puso a los supervivientes en fuga." Según los historiadores modernos Georg Waitz, Jan Hallenbeck y Paolo Delogu, esto tuvo lugar antes de la efímera conquista lombarda de Rávena. La interpretación más común es que Agatho intentaba recuperar Bolonia, antiguamente parte de su ducado hasta que su conquista por Liutprando alrededor de 727–730. Su intento rompió una tregua entre el bizantinos y lombardos, provocando una agresión contra Rávena.
En 749, el rey lombardo Rachis invadió los ducados de Perugia y Pentápolis, asediando la ciudad de Perugia. El papa Zacarías se reunió con el rey en Perugia y le convenció de levantar el asedio, abdicar y retirarse a un monasterio. Se ha sido sugerido que Rachis se vio forzado para atacar la Italia bizantina por nacionalistas lombardos o por una violación de Zacarías de los términos de la paz de Terni, una tregua de veinte años sellada por su predecesor. De todas formas, "toda Italia estuvo tranquila" entre la ascensión al trono de Rachis en 745 y su ataque contra Perugia en 749, según el biógrafo de Zacarías en el Liber pontificalis.
Con el derrumbamiento del exarcado y la captura de Rávena por el lombardos en 751, el ducado de Perugia quedó bajo de facto autoridad papal sobre 752. En un pasaje del Ludovicianum que se puede datar de 774 o posterior las ciudades del ducado romano se listan de norte a sur, con las ciudades del ducado de Perugia entre la Toscana romana indicando que para la época de la conquista del reino lombardo por los francos Perugia había sido incorporado al ducado papal de Roma. De hecho, el ducado de Perugia como unidad política no se menciona posteriormente a la década de 740.